# European Darts Tour 2024
Die European Darts Tour 2024 war die dreizehnte Austragung der von der Professional Darts Corporation (PDC) und PDC Europe ausgetragenen Dartsturnierserie. Sie war ein Teil der PDC Pro Tour 2024 und bestand aus 13 verschiedenen Turnieren in Kontinentaleuropa.

## Qualifikationsmodus
Im Gegensatz zu den Vorjahren wurden die Möglichkeiten der Qualifikation angepasst: Automatisch qualifizierten sich die Top 16 Spieler der PDC Order of Merit zusammen mit der Top 16 der PDC Pro Tour Order of Merit, welche sich nicht in der Top 16 der regulären Order of Merit befanden. In der zweiten Runde gesetzt blieben weiterhin die Top 16 der Pro Tour Order of Merit.
Über einen Tour Card Holder Qualifier qualifizierten sich insgesamt 10 Spieler. Ein weiterer Spieler kam je über den Nordic & Baltic Qualifier und den East Europe Qualifier zu den Turnieren. Durch einen Host Nation Qualifier konnten sich weitere vier Spieler qualifizieren. Ab diesem Jahr wurden keine Startplätze mehr in einem Associate Member Qualifier, das heißt an Spieler ohne Tour Card, vergeben.

## Spielorte
Gespielt wurde in Deutschland, Belgien, Österreich, Tschechien, der Niederlande, Ungarn sowie erstmals in der Schweiz.
| Lebbeke |

| Sindelfingen |

| Leverkusen |

| München |

| Premstätten |

| Budapest |

| Riesa |

| Antwerpen |

| Hildesheim |

| Basel |

| Rosmalen |

| Prag |

| Kiel |

## European Tour Events
Am Ende der Saison qualifizierten sich die Top 32 der European Tour Order of Merit, einer gesonderten Form der PDC Pro Tour Order of Merit, in die nur das Preisgeld der European Tour Events fließt, für die European Darts Championship.
| Nr. | Datum                     | Event                     | Austragungsort                 | Sieger             | Ergebnis | Finalist           |
| --- | ------------------------- | ------------------------- | ------------------------------ | ------------------ | -------- | ------------------ |
| 1   | 8.–10. März               | Belgian Darts Open        | Lebbeke, Oktoberhallen         | Luke Littler       | 8 : 7    | Rob Cross          |
| 2   | 30. März – 1. April       | German Darts Grand Prix   | München, Zenith                | Luke Humphries     | 8 : 1    | Michael van Gerwen |
| 3   | 12.–14. April             | International Darts Open  | Riesa, WT Energiesysteme Arena | Martin Schindler   | 8 : 5    | Gerwyn Price       |
| 4   | 19.–21. April             | European Darts Grand Prix | Sindelfingen, Glaspalast       | Gary Anderson      | 8 : 6    | Ross Smith         |
| 5   | 26.–28. April             | Austrian Darts Open       | Premstätten, Steiermarkhalle   | Luke Littler       | 8 : 4    | Joe Cullen         |
| 6   | 10.–12. Mai               | Baltic Sea Darts Open     | Kiel, Wunderino Arena          | Rob Cross          | 8 : 6    | Luke Humphries     |
| 7   | 24.–26. Mai               | Dutch Darts Championship  | Rosmalen, Autotron             | Josh Rock          | 8 : 4    | Jonny Clayton      |
| 8   | 21.–23. Juni              | European Darts Open       | Leverkusen, Ostermann-Arena    | Dave Chisnall      | 8 : 6    | Ross Smith         |
| 9   | 30. August – 1. September | German Darts Championship | Hildesheim, Halle39            | Peter Wright       | 8 : 5    | Luke Littler       |
| 10  | 6.–8. September           | Flanders Darts Trophy     | Antwerpen, Antwerp Expo        | Dave Chisnall      | 8 : 6    | Ricardo Pietreczko |
| 11  | 20.–22. September         | Hungarian Darts Trophy    | Budapest, MVM Dome             | Michael van Gerwen | 8 : 7    | Gian van Veen      |
| 12  | 27.–29. September         | Swiss Darts Trophy        | Basel, St. Jakobshalle         | Martin Schindler   | 8 : 7    | Ryan Searle        |
| 13  | 18.–20. Oktober           | Czech Darts Open          | Prag, PVA Expo                 | Luke Humphries     | 8 : 1    | Kim Huybrechts     |

## Format
Wie ab der European Darts Tour 2018 üblich, wurde das Halbfinale in der Distanz best of 13 legs und das Finale best of 15 legs gespielt. Die anderen Partien wurden im Modus best of 11 legs gespielt.

## Preisgeld
Insgesamt wurden pro Turnier £ 175.000 Preisgeld ausgeschüttet. Das Preisgeld verteilte sich unter den Teilnehmern wie folgt:
| Position (Anzahl der Spieler) | Position (Anzahl der Spieler) | Preisgeld |
| ----------------------------- | ----------------------------- | --------- |
| Gewinner                      | (1)                           | £ 30.000  |
| Finalist                      | (1)                           | £ 12.000  |
| Halbfinalisten                | (2)                           | £ 8.500   |
| Viertelfinalisten             | (4)                           | £ 6.000   |
| Achtelfinalisten              | (8)                           | £ 4.000   |
| Verlierer der 2. Runde        | (16)                          | £ 2.500   |
| Verlierer der Vorrunde        | (16)                          | £ 1.250   |
|                               |                               |           |
|                               |                               | £ 175.000 |

## European Tour Order of Merit
Top 32, Endstand nach Event Nr. 13:
| Platz | Spieler               | Preisgeld |
| ----- | --------------------- | --------- |
| 01    | Martin Schindler      | £ 105.500 |
| 02    | Luke Humphries        | £ 100.500 |
| 03    | Luke Littler          | £ 91.000  |
| 04    | Dave Chisnall         | £ 88.500  |
| 05    | Michael van Gerwen    | £ 87.000  |
| 06    | Josh Rock             | £ 68.500  |
| 07    | Rob Cross             | £ 66.500  |
| 08    | Ryan Searle           | £ 64.500  |
| 09    | Ross Smith            | £ 63.000  |
| 10    | Peter Wright          | £ 57.000  |
| 11    | Danny Noppert         | £ 52.500  |
| 12    | Stephen Bunting       | £ 51.000  |
| 13    | Gian van Veen         | £ 47.500  |
| 14    | Ricardo Pietreczko    | £ 40.500  |
| 14    | Chris Dobey           | £ 40.500  |
| 16    | Gerwyn Price          | £ 39.000  |
| 17    | Daryl Gurney          | £ 38.500  |
| 18    | Jonny Clayton         | £ 37.000  |
| 19    | Damon Heta            | £ 36.500  |
| 20    | Ritchie Edhouse       | £ 34.000  |
| 20    | Gary Anderson         | £ 34.000  |
| 22    | Joe Cullen            | £ 30.500  |
| 23    | Jermaine Wattimena    | £ 29.500  |
| 24    | Luke Woodhouse        | £ 27.000  |
| 25    | Raymond van Barneveld | £ 26.500  |
| 26    | James Wade            | £ 26.000  |
| 27    | Mike De Decker        | £ 24.750  |
| 28    | Gabriel Clemens       | £ 23.000  |
| 28    | Michael Smith         | £ 23.000  |
| 30    | Andrew Gilding        | £ 20.500  |
| 31    | Nathan Aspinall       | £ 19.000  |
| 32    | Dirk van Duijvenbode  | £ 17.500  |

## Deutschsprachige Teilnehmer
Im Folgenden werden die Ergebnisse aller deutschsprachigen Teilnehmer aufgelistet.
| Land        | Spieler              | Belgian Darts Open | German Darts Grand Prix | International Darts Open | European Darts Grand Prix | Austrian Darts Open | Baltic Sea Darts Open | Dutch Darts Championship | European Darts Open | German Darts Championship | Flanders Darts Trophy | Hungarian Darts Trophy | Swiss Darts Trophy | Czech Darts Open |
| ----------- | -------------------- | ------------------ | ----------------------- | ------------------------ | ------------------------- | ------------------- | --------------------- | ------------------------ | ------------------- | ------------------------- | --------------------- | ---------------------- | ------------------ | ---------------- |
| Deutschland | Nico Blum            |                    |                         |                          |                           |                     |                       |                          | Letzte 48           |                           |                       |                        |                    |                  |
| Deutschland | Gabriel Clemens      | Letzte 32          | Letzte 48               | Achtelfinale             | Viertelfinale             | Letzte 48           | Letzte 48             | Letzte 48                | Letzte 48           |                           | Achtelfinale          | Achtelfinale           |                    | Letzte 32        |
| Deutschland | Jan Dückers          |                    |                         | Letzte 48                |                           |                     |                       |                          | Letzte 48           |                           |                       |                        |                    |                  |
| Deutschland | Matthias Ehlers      |                    | Letzte 48               |                          |                           |                     |                       |                          |                     | Letzte 48                 |                       |                        |                    |                  |
| Deutschland | René Eidams          |                    |                         |                          | Letzte 48                 |                     |                       |                          |                     |                           |                       |                        |                    |                  |
| Osterreich  | Christian Gödl       |                    |                         |                          |                           | Letzte 48           |                       |                          |                     |                           |                       |                        |                    |                  |
| Deutschland | Kai Gotthardt        |                    |                         | Letzte 48                |                           |                     |                       |                          |                     |                           |                       |                        |                    |                  |
| Osterreich  | Dominik Haberl       |                    |                         |                          |                           | Letzte 48           |                       |                          |                     |                           |                       |                        |                    |                  |
| Deutschland | Florian Hempel       |                    |                         |                          |                           |                     |                       |                          |                     |                           |                       | Letzte 32              |                    | Letzte 48        |
| Deutschland | Moritz Hilger        |                    |                         |                          |                           |                     | Letzte 32             |                          |                     |                           |                       |                        |                    |                  |
| Deutschland | Max Hopp             |                    |                         |                          |                           |                     |                       |                          |                     | Letzte 32                 |                       |                        |                    |                  |
| Deutschland | Dragutin Horvat      |                    |                         |                          |                           |                     |                       |                          |                     | Letzte 48                 |                       |                        |                    |                  |
| Deutschland | Patrick Klingelhöfer |                    |                         | Letzte 48                |                           |                     |                       |                          |                     |                           |                       |                        |                    |                  |
| Deutschland | Daniel Klose         | Letzte 48          |                         |                          |                           | Achtelfinale        |                       |                          |                     |                           |                       |                        |                    |                  |
| Deutschland | Nico Kurz            |                    |                         |                          |                           |                     |                       |                          | nicht angetreten    |                           |                       |                        |                    |                  |
| Deutschland | Arno Merk            |                    |                         |                          | Letzte 48                 |                     |                       |                          |                     |                           |                       |                        |                    |                  |
| Deutschland | Oliver Müller        |                    | Letzte 48               |                          |                           |                     |                       |                          |                     |                           |                       |                        |                    |                  |
| Deutschland | Ricardo Pietreczko   | Halbfinale         | Letzte 32               | Achtelfinale             | Letzte 32                 | Letzte 32           | Achtelfinale          | Letzte 32                | Letzte 32           | Achtelfinale              | Finale                | Achtelfinale           | Letzte 32          | Achtelfinale     |
| Deutschland | Franz Rötzsch        |                    | Letzte 48               |                          | Letzte 48                 |                     | Achtelfinale          |                          |                     |                           |                       |                        |                    |                  |
| Deutschland | Martin Schindler     | Letzte 48          | Halbfinale              | Sieg                     | Letzte 32                 | Viertelfinale       | Letzte 48             | Halbfinale               | Viertelfinale       | Viertelfinale             | Letzte 32             | Achtelfinale           | Sieg               | Achtelfinale     |
| Osterreich  | Hannes Schnier       |                    |                         |                          |                           | Letzte 48           |                       |                          |                     |                           |                       |                        |                    |                  |
| Deutschland | Niko Springer        |                    |                         |                          | Letzte 48                 |                     |                       |                          |                     | Letzte 48                 |                       |                        |                    |                  |
| Osterreich  | Mensur Suljović      |                    |                         |                          |                           |                     |                       |                          |                     | Letzte 32                 |                       |                        |                    |                  |
| Deutschland | Christopher Toonders |                    |                         |                          |                           |                     | Letzte 48             |                          |                     |                           |                       |                        |                    |                  |
| Deutschland | Kevin Troppmann      |                    |                         |                          |                           |                     | Letzte 48             |                          | Letzte 32           |                           |                       |                        |                    |                  |
| Deutschland | Michael Unterbuchner |                    | Letzte 48               | Letzte 32                |                           |                     |                       |                          |                     |                           |                       |                        |                    |                  |
| Deutschland | Lukas Wenig          | Letzte 32          | Letzte 48               |                          |                           |                     |                       |                          |                     |                           |                       | Letzte 48              |                    |                  |
| Osterreich  | Zoran Lerchbacher    |                    |                         |                          |                           | Letzte 48           |                       |                          |                     |                           |                       |                        |                    |                  |
| Schweiz     | Bruno Stöckli        |                    |                         |                          |                           |                     |                       |                          |                     |                           |                       |                        | Letzte 32          |                  |
| Schweiz     | Alexander Fehlmann   |                    |                         |                          |                           |                     |                       |                          |                     |                           |                       |                        | Letzte 48          |                  |
| Schweiz     | Roger Hertig         |                    |                         |                          |                           |                     |                       |                          |                     |                           |                       |                        | Letzte 32          |                  |
| Schweiz     | Marcel Walpen        |                    |                         |                          |                           |                     |                       |                          |                     |                           |                       |                        | Letzte 48          |                  |